# Mazzetti di Pietralata

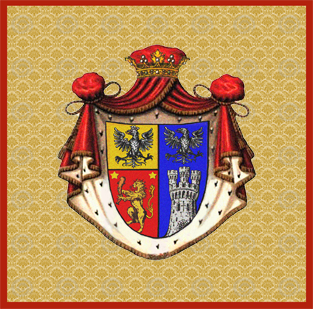
Wappen und Insignien der Familie Mazzetti di Pietralata

Die Familie Mazzetti di Pietralata ist eine alte römische Familie und stammt ursprünglich aus dem Piemont.

## Familiengeschichte
Die erste Erwähnung der Familie ist in einem Dokument von 1263 enthalten, in dem ein „Giacomo de Macetto“ aus Chieri erwähnt wird. In ihrer Ursprungsstadt waren die Mazzetti reiche Kaufleute und Kreditgeber. Im Ausland unterhielt die Familie zwischen etwa 1280 und 1290 ein Pfandhaus in Besançon; später ließ sich ein Zweig der Familie aus wirtschaftlichen Gründen in Bresse (Savoyen) nieder. Hier gibt es einen weiteren „Giacomo“ als Richter des Dotalgutes der Blanka von Burgund, Witwe des 1329 verstorbenen Grafen von Eduard von Savoyen. Dieser Giacomo hatte verschiedene Lehen in Savoyen, wo seine Nachkommen im 15. Jahrhundert ausgestorben sind.
Die Söhne von Domenico Mazzetti aus Chieri (Giovanni, Paolo, Nicoletto und Domenico) wurden 1440 vom Markgrafen von Monferrato Johann Jakob für das Land Saluggia (bei Vercelli), das sie von den Herren von Montiglio gekauft hatten, mit dem Pakt der gegenseitigen Erbfolge für den Fall investiert, dass einer von ihnen vor den anderen starb.
1442, nach dem Tod von Paolo, kauften die anderen Brüder und Söhne des Verstorbenen (Andrea, Antoniotto und Catalano) das Lehen von Frinco in der Provinz Asti von Andreotta Turco, der Witwe von Pietro Isnardi und Tochter und Erbin des Adligen Antonio Turco. 1469 übertrug Kaiser Friedrich III. von Habsburg den Söhnen des Johannes (Paulus, Gaspar, Georg und Sebastian) den Teil des ihnen gehörenden Lehen von Frinco und das Lehen von Variglie mit dem Titel Marquese. Im Jahre 1488 erhielten ihre Cousins (Lodovico, Antoniotto, Domenico und Gabriele) auch die Investitur für andere feudale Rechte, die sie kürzlich in Frinco von Antonio Romagnano erworben hatten, der sie wiederum 1470 von Andrea Turco erhalten hatte. Das Lehen von Frinco war eine umfangreiche territoriale Herrschaft, auf der die Familie seit 1487 mit kaiserlicher Konzession das Recht hatte Geld zu prägen.

### Die Mazzetti in Rom
Ende des 16. Jahrhunderts zog ein Zweig der Familie Mazzetti mit Don Giovanni Battista und seinem Bruder Ettore nach Rom, wo sie ein Haus im Stadtteil Sant’Eustachio kauften. Seit ihrer Ankunft widmeten sich die Mazzetti dem Dienst an der Kirche, sowohl im Kirchenstaat als auch in den städtischen Magistraten.
- Don Francesco Mazzetti (geboren am 4. Oktober 1639), war Prior der Caporioni und organisierte zahlreiche Theater- und Marionettenaufführungen unter dem Pontifikat von Papst Innozenz XI.
- Monsignore Paolo, Hausprälat im Jahr 1713.
- Don Giovanni Battista (geboren am 17. Juli 1713), 1747 erhielt er von Papst Benedikt XIV. den Titel Graf von Piavola und Marchese von Serra, einer Stadt auf dem Land im heutigen Mercato Saraceno. Die Unterstützung wurde von Kardinal Giovanni Battista Guerra, Bischof der Diözese Sarsina und Bertinoro, beantragt.
- Monsignore Francesco, geboren 1753, ebenfalls Hausprälat ab 1784 und Attaché im Staatssekretariat unter Papst Pius VI.

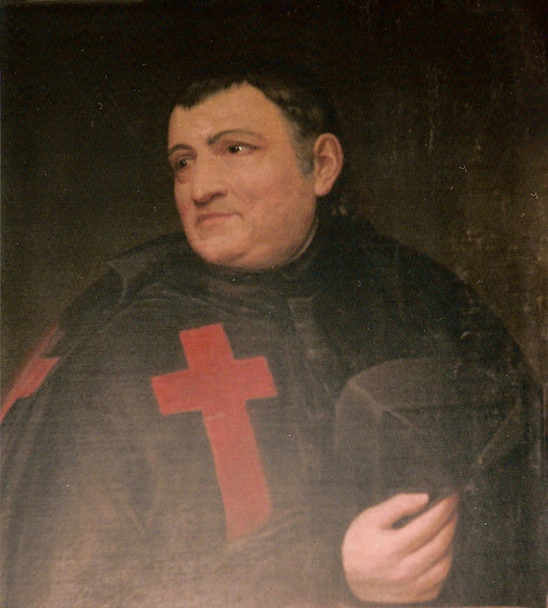
Porträt von Padre Giacomo Mazzetti, General des Ministerordens für Kranke

- Don Angelo Mazzetti (* 24. Oktober 1757; † 24. Jänner 1833), der älteste Sohn von Giovanni Battista und Rosa aus dem Grafengeschlecht Andreani, war Mitglied vieler bedeutender Bruderschaften (darunter die der „Sacre Stimmate e Buona Morte“) und war während der napoleonischen Besetzung Camerlengo der "Nobile Arciconfraternita del Suffragio". Im Hauptquartier der Bruderschaft, der Kirche Santa Maria del Suffragio, erhielt er die Schirmherrschaft über die Kreuzkapelle, wo er und seine Nachkommen begraben wurden. Er gründete auch die Familienbibliothek und schenkte dem Krankenhaus von Santo Spirito in Sassia zahlreiche Liegenschaften. Er lernte den heiligen Gaspare del Bufalo und den heiligen Vinzenz Pallotti kennen, der sein Begräbnis begleitete und sein Testament unterzeichnete und später zusammen mit dem heiligen Kamillus von Lellis zum Schutzpatron der Familie wurde.
- Die Brüder von Angelo, Luigi (* 23. Juni 1767) und Giacomo (* 11. November 1772; † 13. März 1833), wurden Teil des Kamillianer-Orden, in dem sie von Papst Leo XIII. in wichtige Positionen berufen wurden (Luigi als "Novizenmeister", "Leiter der römischen Provinz" und "Generalberater" und Giacomo als "Berater der römischen Provinz", "Generalberater" und von 1826 bis 1828 wegen des vorzeitigen Todes des Generaloberen P. Francone als Generalvikar). Beide waren Rektoren der Kirche La Maddalena im Bezirk Sant'Eustachio, in der ihre Porträts im Kapitelsaal aufbewahrt werden.
- Don Camillo Mazzetti (* 12. Dezember 1783; † 5. April 1846), Sohn von Angelo und Teresa der Grafen von Cacciavillani, war Zenturio der städtischen Päpstlichen Miliz. 1836 erhielt er den Titel Patrizio der Republik San Marino und 1842 von Papst Gregor XVI. den Titel Marchese von Pietralata. Es handelte sich um ein riesiges Anwesen im römischen Gebiet zwischen der Via Tiburtina und der Via Nomentana, das lange Zeit im Besitz der Familie war. Er starb trotz vier Ehen kinderlos in seiner Villa von San Giovanni a Teduccio und wurde in der Kirche Santa Brigida in Neapel begraben.
- Der Bruder Don Giovanni Battista (* 15. Oktober 1793; † 1858), Kadett der päpstlichen Garde, erbte den Titel des Marchese von Pietralata. Er war für den Bau des modernen Familienpalastes verantwortlich. Als er starb, teilten sich seine vier Söhne Giacomo, Giuseppe, Vincenzo und Odoardo in verschiedene Familienzweige auf: Giacomo zum Zweig „Marchese“ und Giuseppe zum Zweig „Montecatini“.
- Don Giacomo Mazzetti, (* 17. November 1890; † 1957), Sohn von Don Camillo und von Maria Carmine dei Marchesi Rocchi, V. Marchese von Pietralata, war Ritter des Ordens der Heiligen Mauritius und Lazarus, Kommandant der Krone Italiens, Musketier des Herzogs und hoher Offizier der Schiffsartillerie in s.p.e. und nahm an zahlreichen militärischen Feldzügen während des Ersten Weltkriegs, des Afrikanischen Krieges und des Bürgerkriegs in Spanien teil, wo er eine schwere Verstümmelung erlitt. Aufgrund der verschiedenen heroischen Taten auf dem Schlachtfeld wurde er für militärische Tapferkeit mit der Silbermedaille ausgezeichnet und erhielt dazu vier Kreuze und den Kolonialstern, heiratete Maria dei conti Manassei, ohne männliche Nachkommen zu hinterlassen.

Brüder und Schwestern von Don Giacomo:
- Don Mario (1896–1964) verheiratet mit Etna Michelini (24. Juni 1900 – 1997) einzige in Rom geborene Tochter: Maria Luisa (29. Januar 1922 – 21. September 2018) verheiratet mit Gabriele Stagni aus Bologna (1912–1997) HNO-Arzt in Sondrio. Maria Luisa und Gabriele Stagni lebten in Sondrio und hatten 4 Kinder: Paola (1945), Alberto (1947–1964) Giovanna (1950) und Mario (1956);
- Donna Beatrice, in Rom am 23. November 1898 geboren, verheiratet mit Professor Salvatore Rebecchini, Ingenieur und Bürgermeister in Rom von 1947 bis 1956;
- Don Luigi (1901–1950), Sohn Don Giovanni Battista (geb. 26. Juli 1937), der die Familie heute als VI. Marchese von Pietralata vertritt;
- Don Alessandro (* 5. August 1906; † 10. November 1948) war ein hoher Offizier der Königlichen Marine im Rang eines Korvettenkapitäns. Er erhielt zahlreiche militärische Auszeichnungen als Giacomo am Feldzug von Libyen, Afrika, Spanien und schließlich am Feldzug von 1940–1943 teilnahm, bei denen er aufgrund verschiedener heroischer Taten auf dem Schlachtfeld mit 3 Kreuzen und dem Kolonialstern ausgezeichnet wurde und auch zu den Kommandanten des Schulschiffes Amerigo Vespucci gehörte;
- Don Valerio (1910–1981) war Ziviltechniker, der zahlreiche Gebäude in Rom entwarf und auch deren Bau leitete. Verheiratet mit Maria Teresa d'Avack, Schwester von Pietro Agostino d'Avack, angesehener römischer Jurist, der Rechtsanwalt und Professor für Kirchenrecht an der Universität La Sapienza in Rom und schließlich von 1967 bis 1973 an der gleichen Universität, Magnifico Rettore, war. Söhne: Camillo, Doktor der Wirtschaft und Handel, verheiratet mit Luisella Pacelli; Alberto, Doktor der Rechte, Journalist, verheiratet mit Jadranka Domic; Carlo,  Professorin für Elektrotechnik an der Universität La Sapienza in Rom, verheiratet mit Isabella Lesti Quinzio Belardini.
- Donna Virginia verheiratet mit G.U. Ammiraglio Giorgio Leonardi Sohn des berühmten Francesco Leonardi 1840–1911, der als Leiter der Abteilung für Justiz- und Verwaltungspolizei eine dem Stellvertreter gleichwertige Position innehatte. Sie hatte zwei Kinder Francesco Leonardi (1918–1993) verheiratet mit Lucia Boselli Omboni und eine Tochter Luisa Leonardi (1954) (verheiratet Colaci). Von ihnen stammen: Francesco Colaci (1986) und Luca Colaci (1988) und Mirella Leonardi verheiratet mit Mario Allegrucci die drei Kinder hatten: Franca Allegrucci (1953), Augusto Allegrucci (1955) und Giorgia Allegrucci (1960). Franca Allegrucci (verheiratet Bartoloni) hatte 2 Kinder: Filippo Bartoloni (1984) und Alessandra Bartoloni (1986). Augusto Allegucci (verheiratet Broccoli) hatte 1 Kind: Giorgio Allegrucci (2005). Giorgia  Allegrucci (verheiratet Parisi) hatte 1 Kind: Ginevra Parisi (1994)
- Donna Giulia und Donna Emilia
- Don Fabrizio (1914–1984), verheiratet mit Maria Luigia Moneti (1918–1992). Kinder: Anna Maria, Stefania, Letizia, Emanuela, Alessandro, Edoardo.